# 杨宗凯
杨宗凯（1963年10月—），河南邓州人，中共党员，教授、博士生导师，曾任华中师范大学校长、西安电子科技大学校长，现任武汉理工大学校长。他从事计算机网络通信、教育技术、现代服务业关键技术等领域的研发工作。

## 简历
1985年毕业于华中理工大学无线电系；1988年取得华中理工大学硕士学位；1991年取得西安交通大学通信与电子系统博士学位；1991年到1993年在华中理工大学从事博士后研究；1994年到1995年在韩国高丽大学从事博士后研究。1993年9月进入华中科技大学工作，历任电子与信息工程系教授、副系主任。2004年2月任华中师范大学副校长。2011年9月升任华中师范大学校长。2017年4月任华中师范大学校长、党委副书记。
2017年11月，任西安电子科技大学校长、党委副书记。
2021年12月，回到武汉，任武汉理工大学校长、党委副书记。

## 头衔
- 国家数字化学习工程技术研究中心主任
- 教育部教育信息技术工程研究中心主任
- 国家教育数字媒体与可视化知识服务学科创新引智（111）基地负责人